# H-moll
h-moll – tonacja muzyczna oparta na skali molowej, której toniką jest dźwięk h. Gama h-moll w odmianie naturalnej zawiera dźwięki: h, cis, d, e, fis, g, a. Równoległą gamą durową jest D-dur, jednoimienną durową – H-dur.
Nazwa h-moll oznacza także akord, zbudowany z pierwszego (h), trzeciego (d) i piątego (fis) stopnia gamy h-moll.

## Odmiana harmoniczna
Gama h-moll w odmianie harmonicznej (z VII stopniem podwyższonym o półton):

## Odmiana dorycka
Gama h-moll w odmianie doryckiej (z VI i VII stopniem podwyższonym o półton w stosunku do gamy h-moll naturalnej):

## Znane dzieła oparte w tonacji h-moll
- Piotr Czajkowski – VI Symfonia op. 74 Patetyczna
- Felix Mendelssohn – uwertura Hebrydy (Grota Fingala)
- Nikołaj Rimski-Korsakow – solo fagotu w drugiej część Szeherezady
- Aleksandr Skriabin – Fantazja op. 28
- Franz Schubert – pierwsza część symfonii Niedokończonej
- Johann Sebastian Bach – Wielka msza h-moll
- Fryderyk Chopin – Scherzo h-moll